# 九条道教
九条 道教（くじょう みちのり）は、鎌倉時代後期から南北朝時代にかけての公卿。摂政・九条師教の子。九条房実の養子。
官位は従一位・関白、左大臣。九条家9代当主。
正中2年非参議。嘉暦2年兄房実の死により九条家を継承し、康永元/興国3年関白• 氏長者となる。道教の生きた時代は南北朝の内乱期に当たり、建武3/延元元年入京間もない足利尊氏より、家領の所有を認められていることが示すように、北朝方の公家としての立場をとっていた。貞和2/正平元年出家、法名円恵。没後、三縁院殿と称される。

## 官職歴
- 元亨3年12月29日（1324年1月26日） - ?　侍従
- 元亨4年正月13日（1324年2月8日） - 嘉暦2年11月10日（1327年12月23日） 右近衛中将
- 正中3年2月19日（1326年3月23日） - 嘉暦2年11月10日（1327年12月23日） 伊予権守
- 嘉暦2年11月10日（1327年12月23日） - 嘉暦3年3月16日（1328年4月26日） 権中納言
- 嘉暦3年3月16日（1328年4月26日） - 建武4年7月12日（1337年8月8日） 権大納言
- 元徳2年3月22日（1330年4月10日） - 延元元年3月2日（1336年4月13日） 右近衛大将
- 延元元年3月2日（1336年4月13日） - 暦応元年8月30日（1338年10月13日） 左近衛大将
- 建武4年7月12日（1337年8月8日） - 暦応2年12月27日（1340年1月26日） 右大臣
- 建武5年8月13日（1338年9月26日） - 暦応5年3月30日（1342年5月5日） 皇太子傅（益仁親王）
- 暦応2年12月27日（1340年1月26日） - 康永元年11月1日（1342年11月29日） 左大臣
- 暦応5年正月27日（1342年3月4日） - 康永元年11月12日（1342年12月10日） 関白

## 位階歴
- 元亨3年12月22日（1324年1月19日） 正五位下
- 元亨4年正月5日（1324年1月31日） 従四位下
- 元亨4年4月27日（1324年5月20日） 正四位下
- 正中2年正月29日（1325年2月13日） 従三位
- 嘉暦3年正月5日（1328年2月16日） 正三位
- 元徳2年正月5日（1330年1月24日） 従二位
- 元弘元年12月9日（1332年1月7日） 正二位
- 正慶2年5月17日（1333年6月29日） 従二位
- 元弘4年正月5日（1334年2月9日） 正二位
- 康永元年11月8日（1342年12月6日） 従一位

## 系譜
- 父：九条師教
- 母：守良親王娘
- 養父：九条房実
- 正室：大宮季衡娘
- 生母不明の子女
  - 男子：孝尊
  - 男子：九条経教